# Vicent Llorens i Poy
Vicent Llorens i Poy (Vila-real, 19 d'agost de 1936 - Vila-real, 22 de febrer de 2014) fou un pintor i escultor valencià.
Amb només set anys va començar els primers estudis de dibuix, pintura i modelatge amb qui seria sempre el seu gran mestre i mentor, l'escultor Josep Ortells. Després d'haver guanyat amb un dibuix el primer premi del Concurs Provincial d'Arts Plàstiques, patrocinat per la Diputació de Castelló el 1949, va ingressar dos anys més tard a l'Escola Superior de Belles Arts de Sant Carles de València. El 1952 va obtenir una beca del Patronat de Formació Professional per a estudis superiors que va mantenir durant tota la carrera, completada amb el seu trasllat a Madrid, on es va graduar com a professor de dibuix a l'Escola Superior de Belles Arts als 19 anys, al mateix temps que la Reial Acadèmia de Belles Arts de San Fernando li concedia la beca de la fundació Carmen del Río. L'any 1962 va guanyar, per concurs, una beca del govern italià per a l'ampliació d'estudis a l'Acadèmia de Belles Arts de Roma i els museus d'Itàlia. Mitjançant un altre concurs de mèrits va aconseguir una altra ajuda del govern francès que li va permetre residir a París durant el curs 1965-1966, estudiant les tendències de l'art contemporani.